# Rise Above Records
La Rise Above Records è un'etichetta con sede a Londra, Regno Unito di proprietà di Lee Dorrian (membro dei Cathedral e in passato dei Napalm Death). È stata fondata sul finire degli anni Ottanta e l'intento originale era di pubblicare materiale live di Napalm Death e S.O.B., ma nel 1991 iniziò a lavorare con artisti doom e sludge metal. Le uscite Rise Above sono state distribuite fino al 2004 negli Stati Uniti da The Music Cartel. Dal 2005 sono distribuite dalla Candlelight Records. La JVC Victor è stata il distributore per il Giappone fino al 2007, anno in cui la Leaf Hound Records iniziò a distribuire versioni giapponesi delle uscite Rise Above.
Nel 2005 la Rise Above ha annunciato la pubblicazione di una serie di 7" e split da parte delle sue band.
Nel 2006 è stata lanciata una sotto-etichetta, la Rise Above Relics, che si occupa di ristampare album rari e di culto degli anni Settanta.

## Artisti

### Attuali[1]
- Admiral Sir Cloudesley Shovell
- Age Of Taurus
- Angel Witch
- Astra
- Blood Ceremony
- Cathedral
- Church of Misery
- Ghost B.C.
- Hidden Masters
- Horisont
- Iron Man
- Moss
- Purson
- Septic Tank
- The Gates of Slumber
- The Oath
- Troublet Horse
- Uncle Acid & the Deadbeats
- Witchcraft
- Witchsorrow

### Elenco di band sotto contratto nel 2009
- ASTRA
- Capricorns
- Church of Misery
- Circulus
- Diagonal
- Debris Inc.
- Electric Wizard
- Firebird
- The Gates of Slumber
- Gentlemans Pistols
- Grand Magus
- Litmus
- Orange Goblin
- Pod People
- Serpentcult
- Sheavy
- Taint
- Teeth of Lions Rule the Divine
- Unearthly Trance
- Witchcraft
- Winters

### Band che hanno pubblicato in passato tramite Rise Above
- Bottom
- Cathedral
- Chrome Hoof
- Goatsnake
- Hangnail
- Last Drop, The
- Leaf Hound
- Long Cold Stare
- Mourn
- Napalm Death
- Naevus
- Pentagram
- Penance
- Sally
- Sea of Green
- Shallow
- Sleep
- S.O.B.
- Sunn O)))